# 서맨사 로빈슨
서맨사 로빈슨(Samantha Robinson, 1991년 10월 19일 ~ )은 미국의 배우이다. 애나 빌러 감독의 2016년 영화 《사랑의 마녀》에서 주인공인 마녀 일레인 역으로 이름을 알렸다.

## 출연 작품
- 사랑의 마녀 (2016)
- 캠 걸스 (2018)
- 원스 어폰 어 타임 인 할리우드 (2019) - 애비게일 폴저 역